# Melanocyma faunula
Melanocyma faunula is een vlinder uit de familie Nymphalidae. De wetenschappelijke naam van de soort is, als Thaumantis faunula, voor het eerst geldig gepubliceerd in 1850 door John Obadiah Westwood.